# 7 icke önskvärda industrireportage
7 icke önskvärda industrireportage (ty. Industriereportagen. Als Arbeiter in deutschen Großbetrieben) är en internationellt uppmärksammad reportagebok av Günter Wallraff, utgiven på svenska 1970. 
Författaren arbetade åren 1963–1965 i diverse stora företag – bland andra Fordverken i Köln, Siemens i München och Melittaverken i Minden – och skrev i hemlighet om sina upplevelser i den tyska fackförbundstidningen Metall, och lyckades på så sätt avslöja missförhållandena på den tyska arbetsmarknaden. flera av bolagen försökte stämma Wallraffa, som också anklagades för landsförrädisk verksamhet.

Den journalistiska metoden att arbeta under falsk identitet har i Günther Wallraffs efterföljd kommit att kallas att "wallraffa".